# Мизинец Будды
«Мизинец Будды» (англ. Buddha's Little Finger) — малобюджетный художественный фильм американского режиссёра Тони Пембертона с Тоби Кеббеллом в главной роли. Фильм снят по мотивам романа Виктора Пелевина «Чапаев и Пустота».

## Сюжет
Безработный поэт Пётр Пустота арестован КГБ во время августовского путча 1991 года, под пытками он теряет сознание и оказывается в постреволюционной России 1919 года, где сражается на одной стороне вместе с легендарным красным кавалерийским командиром Чапаевым и его пулемётчицей Анкой. Странные провалы в памяти бросают его то в бандитскую Москву девяностых, то в гражданскую войну. Пётр узнаёт, как долго смогут бушевать два ветра перемен одновременно в голове одного человека.

## В ролях
- Тоби Кеббелл — Пётр Пустота (Voyd (англ.))
- Андре Хеннике — Чапаев
- Карин Ванасс — Анна
- Юки Ивамото — Монгол
- Стипе Эрцег[англ.] — Володин
- Иван Шведов[нем.] — Шурик
- Тристан Пюттер[нем.] — Колян
- Давид Шеллер[нем.] — Жербунов
- Герди Цинт[нем.] — Барболин
- Анна-Мари Кадьо[фр.] — Тимуровна
- Бернд Михаэль Ладе[нем.] — майор Смирнов
- Хильдегард Шредтер[нем.] — миссис Kузнец
- Кристоф Бах — Vorblei (англ.)
- Ник Дон Сик[нем.] — Кавабата
- Иршад Панджатан[нем.] — Будда
- Лилит Штангенберг — слепая женщина
- Марко Дирлич[нем.] — Лютце (англ.)
- Винсент Редетцки[нем.] — молодой человек
- Марио Ментруп[нем.] — Shabby Man (англ.)
- Эксел Сичровски — Фурманов
- Деннис Камиц[нем.] — Пилигрим
- Доминик Пол Вебер — Костров
- Джерри Гером — русский студент

## Производство

### Финансирование
В 2006 году фильм официально был отобран для участия в ярмарке совместного производства фильмов Берлинского международного кинофестиваля. Как указывал в 2008—2009 годах Михаил Калатозишвили, ранее продюсировавший проект, задержка начала экранизации связана с финансовыми затруднениями у западных инвесторов. Тони Пембертон утверждал, что после смерти Калатозишвили не имел возможности получить грант с российской стороны, так как не являлся гражданином РФ. Поиск средств инвесторами привёл к тому, что съемки начались только в 2012 году.

### Название
Роман в переводе Эндрю Бромфилда для Англии имеет название «The Clay Machine Gun», а для США — «Buddha’s Little Finger». По словам переводчика Андреаса Третнера немецкое название для книги — «Buddhas kleiner Finger» (нем.) придумал он, а так как название «The Clay Machine Gun» было менее удачным, американцы взяли их название. Так же называется и фильм Пембертона.

### Сценарий
Как сообщает в 2011 году издание Правда.Ру, в сценарии фильма появились казематы Лубянки и пушки, стреляющие по Белому дому, хотя ранее «планировался» стиль «увлекательного кокаинового трипа» с трепетным отношением к тексту оригинала. По словам продюсера Карстена Штотера, сценарий серьёзно адаптирован и трактует текст романа достаточно вольно.
Виктор Пелевин, по словам режиссёра, сценарий читал и отозвался положительно и сказал, что ему «… нравится 115 страниц из 120, а в этих 5 страницах вы умудрились практически разрушить всю историю», поэтому и написал ряд своих замечаний как следует сделать.

### Съёмки
Съёмки фильма планировали производить в Лейпциге и Берлине. По словам режиссёра, ему пришлось уменьшить число съёмочных дней до 30, хотя ранее планировалось проведение 40 съёмочных дней, а затем, по причине дефицита бюджета — до 21.
Согласно информации «filmportal.de» съёмки проводились 28.08.2012—25.09.2012.

### Актёрский состав
Главные роли в фильме исполняют западные актёры. Так первоначально планировалось, что французский актёр Жан-Марк Барр сыграет роль Володина, британский актёр Руперт Френд сыграет роль Петра Пустоты, а София Майлс — Анну. По мнению Михаила Калатозишвили, чтобы фильм получился правдивым — хотя бы в съёмочной группе должны быть русские актёры, а западные звёзды это «такого рода манки́ для тамошней публики».

## Выход фильма
Сроки выхода и проведения съёмок фильма многократно переносились: так, согласно данным IMDb, релиз был запланирован ещё на 2009 год. В августе 2012 года один из продюсеров картины Мартин Пол-Хус указывал, что фильм будет готов к сентябрю 2013 года, а в декабре 2012 года режиссёр надеялся на релиз весной 2013 года.
По словам режиссёра фильма Тони Пембертона, на то, чтобы «пробить» фильм, ушло почти 10 лет.

### Премьера
Премьера состоялась 6 августа 2015 года в Лейпциге.

## Дополнительные источники
- Борис Караджев, Григорий Рябушев (режиссеры) (15 сентября 2013). «Писатель „П“. Попытка идентификации» (документальный фильм). Автор сценария: Борис Караджев. Операторы: Евгений Артемьев, Тео Сольник, Григорий Рябушев. Композиторы: Евгений Кадимский, Констаетин Шмырев. Продюсеры: Евгений Голынкин, Павел Одынин. Москва: Киностудия «КЛИО».  74 мин.{{cite AV media}}:  Википедия:Обслуживание CS1 (другое в cite AV media (notes)) (ссылка)